# مصطفی فارغ
سید مصطفی فارغ دزفولی (زاده ۱۳۱۱ دزفول - درگذشته ۱۳ اسفند ۱۳۹۲ دزفول) روحانی شیعه و سیاست‌مدار ایرانی بود، که در ادوار دوم و سوم مجلس شورای اسلامی به‌عنوان نماینده دزفول، از استان خوزستان در مجلس حضور داشت. وی فعالیت سیاسی بر علیه رژیم پهلوی را از دهه ۱۳۵۰ آغاز کرد، که منجر به دستگیری او توسط ساواک گردید.